# 子供、ほしいね
『子供、ほしいね』（こども、ほしいね）は、1990年4月10日から1991年3月28日までフジテレビ系列局で放送された日本のテレビドラマである。イーストとフジテレビの共同制作。

## 概要
1988年から放送されてヒットした『やっぱり猫が好き』がゴールデンタイムに昇格した為、後枠で開始された深夜シチュエーション・コメディの第2弾である。『やっぱり猫が好き』から引き続き三谷幸喜が脚本を担当している回が多く、三谷自らドラマ本編にも時折登場していた。
工藤夕貴演じるDJの妻・久保田うららと大高洋夫演じる植木職人の夫・久保田一夫の夫婦が織り成すコメディドラマで、妻がDJということから、ラジオ番組に送られたお便りを読む場面も多く、ここからストーリーが始まるという展開も多かった。

## キャスト
- 久保田うらら - 工藤夕貴
- 久保田一夫 - 大高洋夫
- 桑原誠一郎（うららの兄） - 三谷幸喜
- サチコ - 『やっぱり猫が好き』の恩田三姉妹から譲り受けた猫。

## テーマ曲
ニール・ヤング 「Only Love Can Break Your Heart」 - DVD版ではオリジナル曲に差し替えられている。

## スタッフ
- 脚本：三谷幸喜、成井豊、福山桜子、金巻浩行、小山真弓 ほか
- 技術：岡本隆嗣、高津芳英
- カメラ：久坂保、村瀬清
- 照明：佐藤浩栄 (東新)
- 音声：小西幸久、渡辺利実、竹山裕隆、吉田勉
- ＶＥ：岩澤英二、中村宏、平田稔、作田和矢、松田年世
- ＶＴＲ：星野晃、今村信男、船崎亮一、山本米勝
- 音響効果：有馬克己 (東京サウンド企画)
- 編集：大内一学 (六本木ビデオセンター)
- ＭＡ：豊田浩、石塚宇生 (共に六本木ビデオセンター)
- ＴＫ：浜川久美
- 演出補：藤田直樹、笠原裕明
- 美術デザイン：荒川淳彦
- 美術：村田進
- 美術進行：新藤裕之
- 大道具：高橋幹夫、渡辺恵司
- 小道具：東京美工、中島淳子
- メイク：アートメイクトキ
- スタイリスト：山吹久美子（第2回まで）→ 佐藤ミサキ
- 技術協力：ビデオスタッフ、東新、六本木ビデオセンター、東京サウンド企画（現 スカイウォーカー）
- 美術協力：フジアール
- 協力：ニッポン放送
- 広報：越智亜里子（フジテレビ）
- プロデューサー：波多野健（イースト）、鈴木哲夫（フジテレビ）
- 演出：波多野健、小林俊博（第6回まで演出補）、入野幸雄（中期以降参加）
- 制作：イースト、フジテレビ

## 放送日程
| 話数   | サブタイトル             | 放送日         | 脚本       | 演出     |
| ------ | ------------------------ | -------------- | ---------- | -------- |
| 第1話  | ばかまるだし だるまカバ  | 1990年4月10日  | 三谷幸喜   | 波多野健 |
| 第2話  | ヤッくんのバナナ         | 1990年4月17日  | 三谷幸喜   | 波多野健 |
| 第3話  | 霧島とランバダ           | 1990年4月24日  | 三谷幸喜   | 波多野健 |
| 第4話  | サソリfromメヒコ         | 1990年5月1日   | 三谷幸喜   | 波多野健 |
| 第5話  | (たまご酒（仮称））      | 1990年5月8日   | 三谷幸喜   | 波多野健 |
| 第6話  | エスパーかっくん         | 1990年5月15日  | 三谷幸喜   | 波多野健 |
| 第7話  | タクシー恐い             | 1990年5月22日  | 三谷幸喜   | 波多野健 |
| 第8話  | 植木と私                 | 1990年5月29日  | 三谷幸喜   | 小林俊博 |
| 第9話  | オレンジコンブ           | 1990年6月5日   | 小山真弓   | 波多野健 |
| 第10話 | うらら熱唱               | 1990年6月12日  | 三谷幸喜   | 小林俊博 |
| 第11話 | フリカケールZ            | 1990年6月19日  | 三谷幸喜   | 波多野健 |
| 第12話 | 思い出の靴下             | 1990年6月26日  | 三谷幸喜   | 小林俊博 |
| 第13話 | 眠れない夜               | 1990年7月10日  | 三谷幸喜   | 波多野健 |
| 第14話 | Come on a my house       | 1990年7月17日  | 三谷幸喜   | 小林俊博 |
| 第15話 | 変態電話の正体           | 1990年7月24日  | 金巻浩行   | 波多野健 |
| 第16話 | 兄の家出                 | 1990年7月31日  | 三谷幸喜   | 小林俊博 |
| 第17話 | うららの日記帳           | 1990年8月7日   | 三谷幸喜   | 波多野健 |
| 第18話 | 流しそうめん             | 1990年8月14日  | 三谷幸喜   | 小林俊博 |
| 第19話 | うららの環境破壊対策     | 1990年8月21日  | 三谷幸喜   | 波多野健 |
| 第20話 | 海へ行こう               | 1990年8月28日  | 金巻浩行   | 小林俊博 |
| 第21話 | 探し物はなんですか       | 1990年9月4日   | 小山真弓   | 小林俊博 |
| 第22話 | イングリット・バーグマン | 1990年9月11日  | 福山桜子   | 波多野健 |
| 第23話 | サチコの誕生日           | 1990年9月18日  | 金巻浩行   | 小林俊博 |
| 第24話 | おままごと               | 1990年9月25日  | 福山桜子   | 波多野健 |
| 第25話 | うららは名選手           | 1990年10月11日 | 成井豊     | 波多野健 |
| 第26話 | 一夫がおねしょしました?  | 1990年10月18日 | 三谷幸喜   | 小林俊博 |
| 第27話 | 豆太郎                   | 1990年10月25日 | 三谷幸喜   | 波多野健 |
| 第28話 | いか太郎物語             | 1990年11月8日  | 三谷幸喜   | 入野幸雄 |
| 第29話 | 落花生がいっぱい         | 1990年11月15日 | 福山桜子   | 波多野健 |
| 第30話 | キャンプだホイ!          | 1990年11月22日 | 三谷幸喜   | 入野幸雄 |
| 第31話 | 夫婦喧嘩のその後は...    | 1990年11月29日 | 鳴瀬奈美子 | 波多野健 |
| 第32話 | ダンス忘年会             | 1990年12月6日  | 金巻浩行   | 入野幸雄 |
| 第33話 | バッファローが来たっ     | 1990年12月13日 | 三谷幸喜   | 波多野健 |
| 第34話 | 兄さんは泥棒?            | 1990年12月20日 | 成井豊     | 入野幸雄 |
| 第35話 | うららの成人式           | 1991年1月10日  | 三谷幸喜   | 波多野健 |
| 第36話 | 紙切り夫婦               | 1991年1月17日  | 三谷幸喜   | 入野幸雄 |
| 第37話 | ビール飲みたい           | 1991年1月24日  | 成井豊     | 波多野健 |
| 第38話 | 義父さんの告白           | 1991年1月31日  | 三谷幸喜   | 入野幸雄 |
| 第39話 | うららのおなら           | 1991年2月7日   | 三谷幸喜   | 波多野健 |
| 第40話 | うらら浮気する           | 1991年2月14日  | 三谷幸喜   | 入野幸雄 |
| 第41話 | 真夜中の訪問者           | 1991年2月21日  | 三谷幸喜   | 波多野健 |
| 第42話 | 一夫の趣味は女装         | 1991年3月7日   | 三谷幸喜   | 入野幸雄 |
| 第43話 | かっくん芸能界デビュー   | 1991年3月14日  | 金巻浩行   | 波多野健 |
| 第44話 | 十戒はHビデオ            | 1991年3月21日  | 三谷幸喜   | 入野幸雄 |
| 第45話 | 新居は何処へ流された?    | 1991年3月28日  | 三谷幸喜   | 波多野健 |

## 放送時間
制作局のフジテレビでは『JOCX-TV2』枠内で放送。なお最終話のみ30分拡大し、1時間スペシャルで放送された。
- 毎週火曜 24:40 - 25:10 （1990年4月 - 1990年9月）
- 毎週木曜 24:40 - 25:10 （1990年10月 - 1991年3月）

### ネット局
- 北海道文化放送：水曜（火曜深夜）0:40 - 1:10[4]
- 青森テレビ（TBS系列）：金曜（木曜深夜）1:15 - 1:45[5]
- 仙台放送：水曜（火曜深夜）0:40 - 1:10[6]
- 福島テレビ：金曜（木曜深夜）0:30 - 1:00[6]
- 石川テレビ：水曜（火曜深夜）0:35 - 1:05[7]
- テレビ山梨（TBS系列）：日曜（土曜深夜）1:10 - 1:40[8]
- テレビ静岡：水曜（火曜深夜）0:50 - 1:20[8]
- 関西テレビ：土曜（金曜深夜）2:25 - 2:55[9]
- 山陰中央テレビ：土曜 16:55 - 17:25[10]
- 岡山放送：日曜（土曜深夜）2:20 - 2:50[11]
- テレビ西日本：木曜（水曜深夜）1:00 - 1:30[12]
- サガテレビ：木曜（水曜深夜）0:35 - 1:05[12]
- 南日本放送（TBS系列）：月曜（日曜深夜）0:20 - 0:50[12]

## 再放送
- 1993年3月末、フジテレビ深夜に過去放送された番組を一週間再放送した期間があり、その時に当番組が第5話を再放送した（おそらくマスターテープの紛失はこの時に発生したと思われる）。また過去にフジテレビ721において再放送されたことがある。
- 1999年5月14日 - 1999年8月頃
- 2000年頃
- 2004年9月1日 - 2005年9月頃
- 2005年春頃（前半まとめ）、2006年1月14日 - 15日（後半まとめ）
- 2006年7月31日 - 2006年8月12日

## DVD
放送終了から18年後の2009年にDVD化された。ただし、第5話は未収録。
- 子供、ほしいね I （DVD-BOX、2009年10月21日発売）
- 子供、ほしいね II （DVD-BOX、2009年11月18日発売）
- 子供、ほしいね 1 - 4 （レンタル専用DVD、2009年10月21日リリース）
- 子供、ほしいね 5 - 8 （レンタル専用DVD、2009年11月18日リリース）